# Дерево Свободи (Вінниця)
«Дерево Свободи» — пам'ятник Небесній сотні на Майдані Небесної Сотні у Вінниці.

## Історія
Відкритий 23 лютого 2018 року.
За рішення проголосували 48 з 50 присутніх на сесії 27 жовтня 2017 року депутатів Вінницької міської ради.
Художник-скульптор та автор композиції — Борис Данилюк, який побажав подарувати місту свою роботу.
24 січня 2018 року розпочато підготовчі будівельно-монтажні роботи.
Гіпсове погруддя Т. Шевченка, яке було встановлене у 2014 році на тоді іще площі Театральній, передано його власником, депутатом міської ради Володимиром Базелюком, в музей Революції Гідності та АТО, що у вінницькій загальноосвітній школі № 22.
4 лютого на Майдані Небесної Сотні пройшло народне віче. Там зібралися незгідні із демонтажем погруддя Тараса Шевченка, що було тут раніше. Під час заходу інше схоже погруддя повернули на місце. Воно було придбане в Інтернеті.